# Burggarten (Heimersheim)

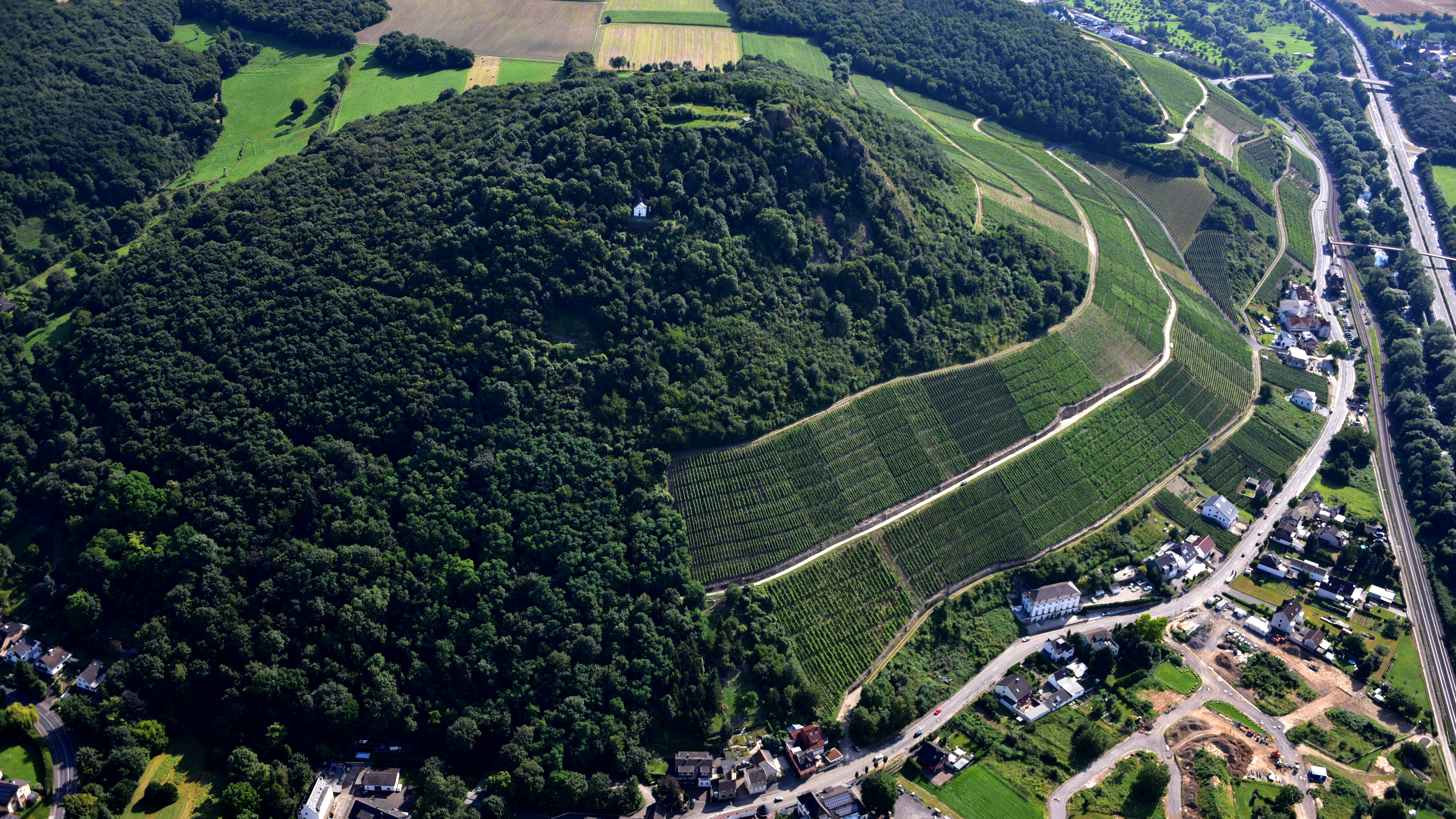
Der Burggarten unterhalb der Landskrone

Der Burggarten, auch Heimersheimer Burggarten genannt,  ist eine Einzellage im Bad Neuenahr-Ahrweiler Ortsbezirk Heimersheim bei Heppingen im deutschen Weinbaugebiet Ahr im unteren Ahrtal. Sie ist Teil der Großlage Klosterberg im Bereich Walporzheim/Ahrtal.

## Lage

### Namensherkunft
Der Name Burggarten leitet sich von der Burg Landskron und deren Burganlage, die Philipp von Schwaben als Reichsburg zu Beginn des 13. Jahrhunderts hatte erbauen lassen, ab. Die heutige Ruine stand auf der Landskrone, einer 271,7 m ü. NHN hohen Erhebung im Mittelrheingebiet. Die Erhebung thront nun zusammen mit der Maria-Hilf-Kapelle oberhalb des Burggarten im rheinland-pfälzischen Landkreis Ahrweiler.

### Geographische Lage
Die Lage liegt unmittelbar am Fuß der Landskrone. Sie hat (Stand 2024) eine bestockte Größe von ca. 13,1 Hektar.  Die Lage nördlich der Ahr ist zweigeteilt. Ein kleiner Teil befindet sich auch nordwestlich von Heppingen. Sie ist eine gemarkungsübergreifende Einzellage zusammen mit der Lage Lohrsdorfer Burggarten, die sich nordöstlich direkt anschließt. Östlich im Anschluss befindet sich die Lage Heimersheimer Landskrone. Die Exposition ist südlich. Der Weinberg Burggarten hat eine Höhe von 80 bis 200 m ü. NHN Metern mit einer Steigung von 10 bis 50 %.

### Geologische Lage und Bestockung
Wie an der Ahr üblich, macht Spätburgunder den Großteil der Bestockung aus, aber auch Riesling und Domina werden angebaut. Der Wein wächst auf  einen Boden aus Grauwacke und Grauwackenschiefer, Löß, Lößlehm und Gehängelehm. Im oberen Teil der Lage befindet sich auch Basalt im Boden.